# Amélie Helga Lundahl

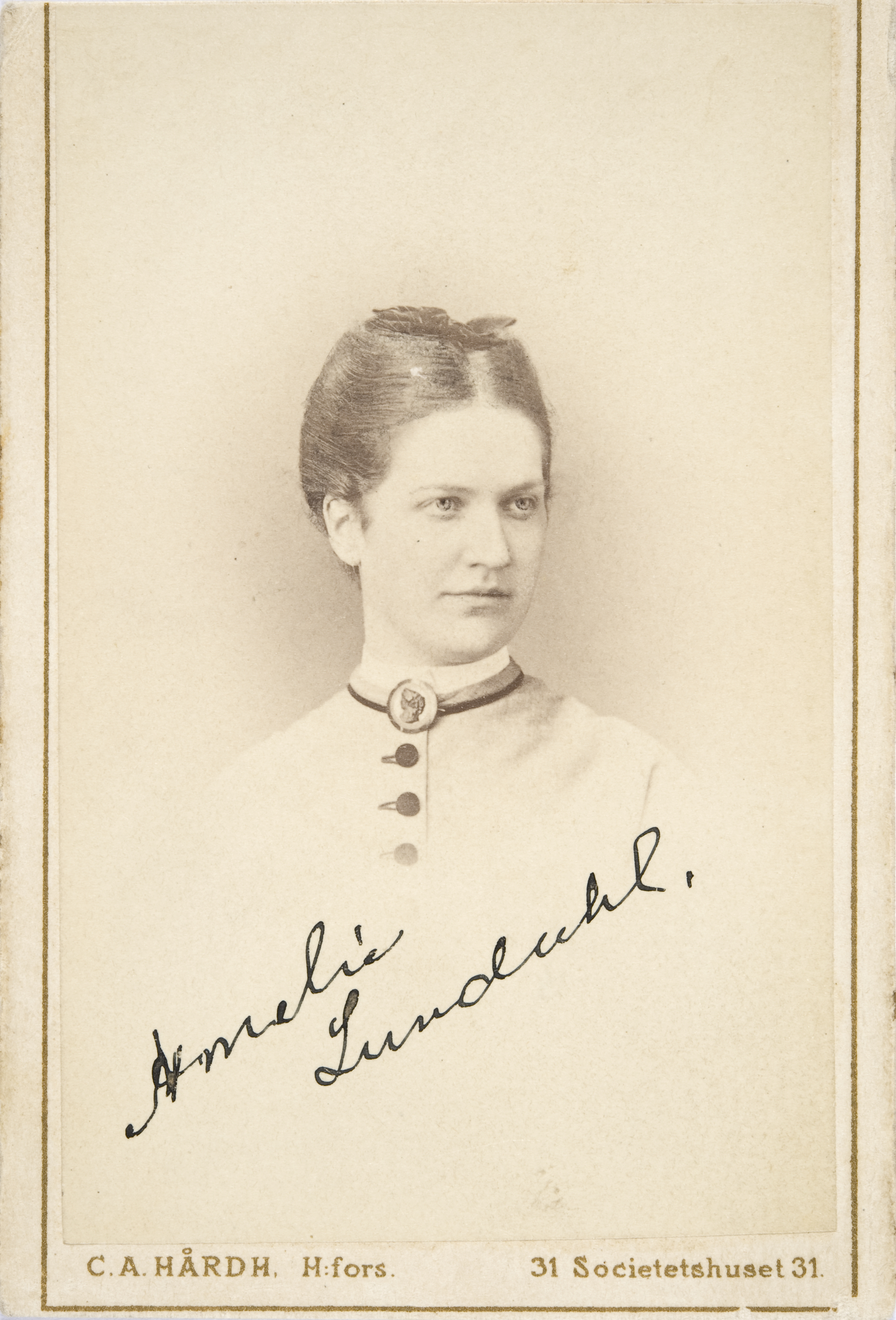
Amélie Helga Lundahl (1870).

Amélie Helga Lundahl (Oulu, 26 de mayo de 1850 - Helsinki, 20 de agosto de 1914) fue una pintora finesa.
Estudió en la escuela de Bellas Artes de Estocolmo, luego consiguió una beca para seguir sus estudios en la Académie Julian de París. Por una visita a Bretaña en los años 1870 donde se instaló, empezó a gustar de pintar paisajes y retratos.

## Galería

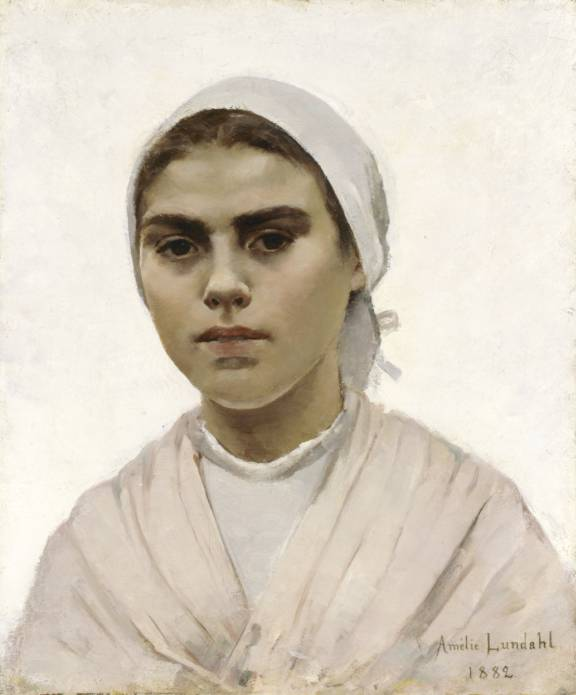
Jeune Bretonne (1882)
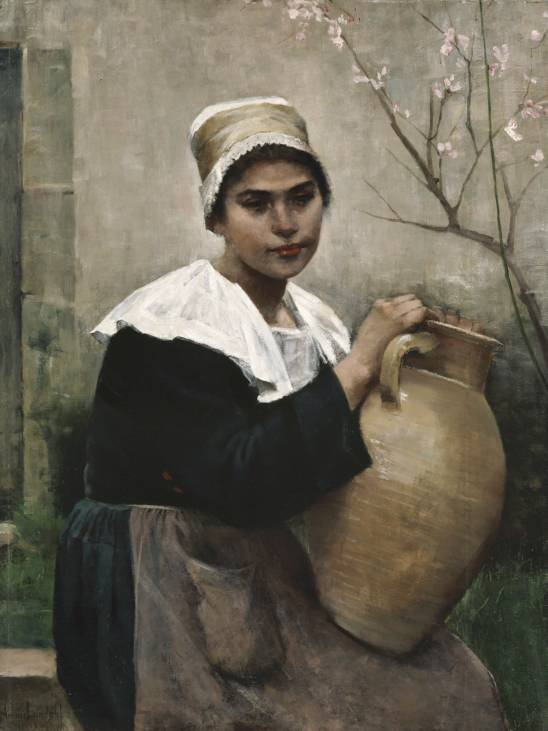
Portrait d'une Bretonne (1884)